# Axel Anderson
Axel Anderson, eigentlich Axel Levy, (* 11. Dezember 1929 in Berlin; † 16. Dezember 2012 in San Juan, Puerto Rico) war ein puerto-ricanischer Schauspieler.

## Leben
Anderson stammte aus einer jüdischen Familie, die vor den Nachstellungen während der Zeit des Nationalsozialismus nach Paraguay floh. Aufgrund der dortigen instabilen Lage zogen sie weiter nach Argentinien. Am Teatro Aleman Independiente der Hauptstadt Buenos Aires, einer aus Exilanten bestehenden Gruppe, und an Off-Theatern der Stadt begann Anderson seine darstellerische Karriere. In den 1950er Jahren zog er mit seiner eigenen Familie zunächst nach Kolumbien, wo er ein Jahr in Bogotá auf der Bühne wirkte, und später weiter in die Dominikanische Republik. Seine kritische Haltung zur Politik des Diktators Trujillo zwang ihn zur erneuten Flucht, dieses Mal nach Puerto Rico.
In Puerto Rico erhielt er erste Rollen für die an I Love Lucy angelehnte Sitcom ¡Qué pareja!, womit er schnell Erfolg fand und sich zu einem der führenden Fernsehdarsteller des Landes entwickelte. Titel, die mit ihm verbunden werden, sind die Telenovela Cuando los hijos condenan, einer der ersten Spielfilme des Landes, Maruja und zahlreiche weitere Fernsehtitel (Flor de café (1967), Tres hermanas para un hombre (1968), La gaviota (1969), Mujeres sin hombre sowie Marcela y Marcelino (1970), Para Elisa (1972) und Por eso que llaman amor (1973)). Später folgten Los cocorocos (1975/1980), Espíritu burlón (1976), Vidas privadas (1977) und El gran destape (1978).
Zu Beginn der 1960er Jahre gründete Anderson mit Carlos Montalbán das „Teatro La Mascara“, das er auch lange Jahre leitete. Gelegentlich spielte er auch in internationalen Filmproduktionen Charakterrollen.
Anderson starb im Dezember 2012 an einem Krebsleiden.

## Filmografie (Auswahl)
- 1955: El camino otro
- 1959: Maruja
- 1965: Finger on the Trigger
- 2012: Los condenados